# مارستاره
مارستاره (نام علمی: Asterias ciliata) نام یک گونه از رده ستاره دریایی است.